# Fürstenfeld
Fürstenfeld (ungerska: Fölöstöm) är en stadskommun i det österrikiska förbundslandet Steiermark. Staden ligger i distriktet Hartberg-Fürstenfeld. Fürstenfeld är belägen 67 kilometer öster om Graz vid floden Feistritz bara 20 kilometer från den ungerska gränsen. Den var distriktshuvudort fram till 2013 då distrikten Hartberg och Fürstenfeld slogs samman.

## Historia
På 1000- och 1100-talen byggdes en rad fästningar längs den ungerska gränsen. Kring 1170 lät markgreve Otakar IV bygga en fästning där Fürstenfeld ligger idag. Vid fästningen utvecklades ett litet samhälle. Fästningen liksom samhället lydde direkt under fursten, därav namnet Fürstenfeld, som användes för första gången i ett skriftligt dokument 1183.

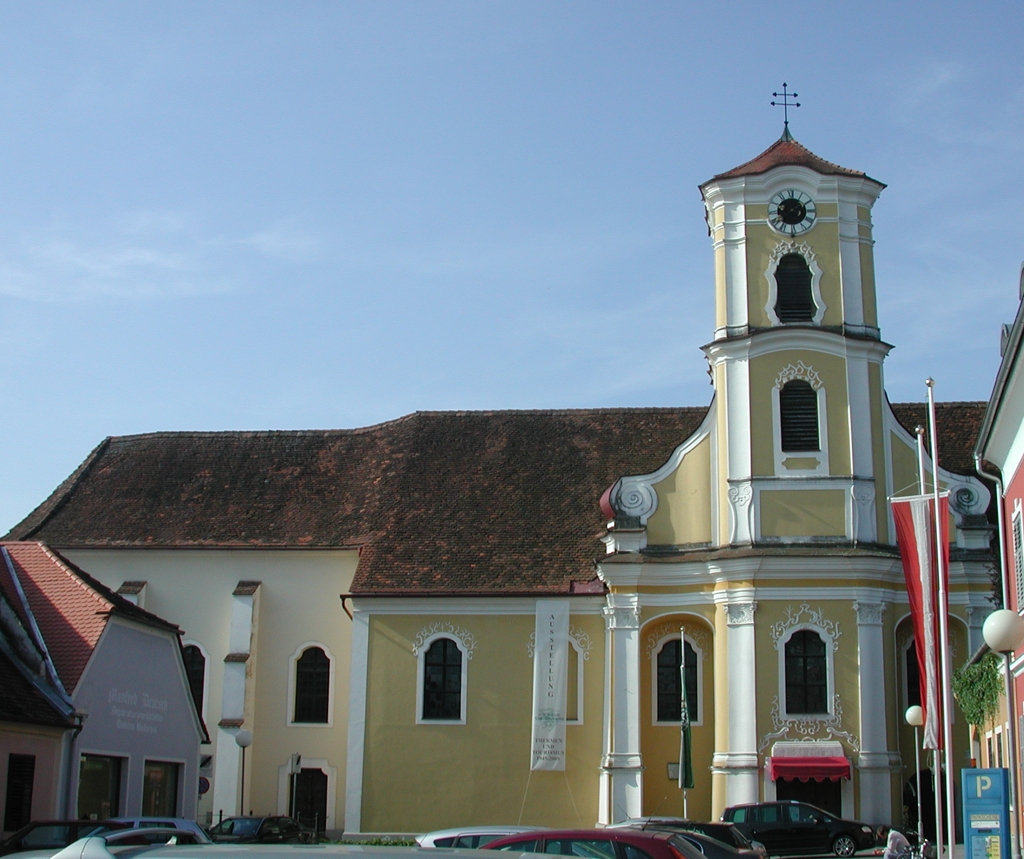
Augustinerkyrkan.

Omkring 1200 grundade Johanniterorden ett kommende (en ordensfilial) i Fürstenfeld och byggde den första kyrkan. Mellan 1215 och 1220 utbyggdes orten planmässigt till en stad. 1230 omtalades Fürstenfeld som Forum et Civitas (köping och stad) och 1277 fick Fürstenfeld stadsrättigheter från kejsar Rudolf I. 1362 slog sig Augustinereremiterna ner i staden och byggde Augustinerkyrkan och Augustinerklostret. Fürstenfeld blev en betydande gräns- och handelsstad.
Som gränsstad var Fürstenfeld utsatt för stridshandlingar gång på gång. 1418 skövlades staden av ungerska trupper. I samband med ett adelsuppror ockuperades staden 1469 av trupper under befäl av upprorsledaren Andreas Baumkircher. Framför stadsportarna utkämpades slaget vid Fürstenfeld i vilket de kejserliga trupperna besegrades och Fürstenfeld till stora delar förstördes. Några år senare, 1480, stormades staden av ungerska trupper under kungen Matthias Corvinus och hölls ockuperad i 11 år. Under den här tiden brändes staden ner. Bara Augustinerklostret och några angränsande hus stod kvar. Återuppbyggnaden försvårades på grund av tre bränder 1503, 1504 och 1509. En rapport från 1543 berättar att de flesta husen i staden stod öde.
På medeltiden bildade en fästning med 6 torn stadens kärna. 1533 moderniserades försvarsanläggningen. På 1550-talet byggdes den ut efter ritningar av den italienska byggmästaren Domenico dell’Allio.
1605 ockuperades och plundrades Fürstenfeld av hajduker. 92 hus brann ner. Under det närmaste århundradet fanns allvarliga militära hot kvar, men staden undgick ytterligare förstörelse trots en belägring under Rákócziupproret 1704. Däremot drabbades Fürstenfeld av pestepidemier mellan 1679 och 1681.

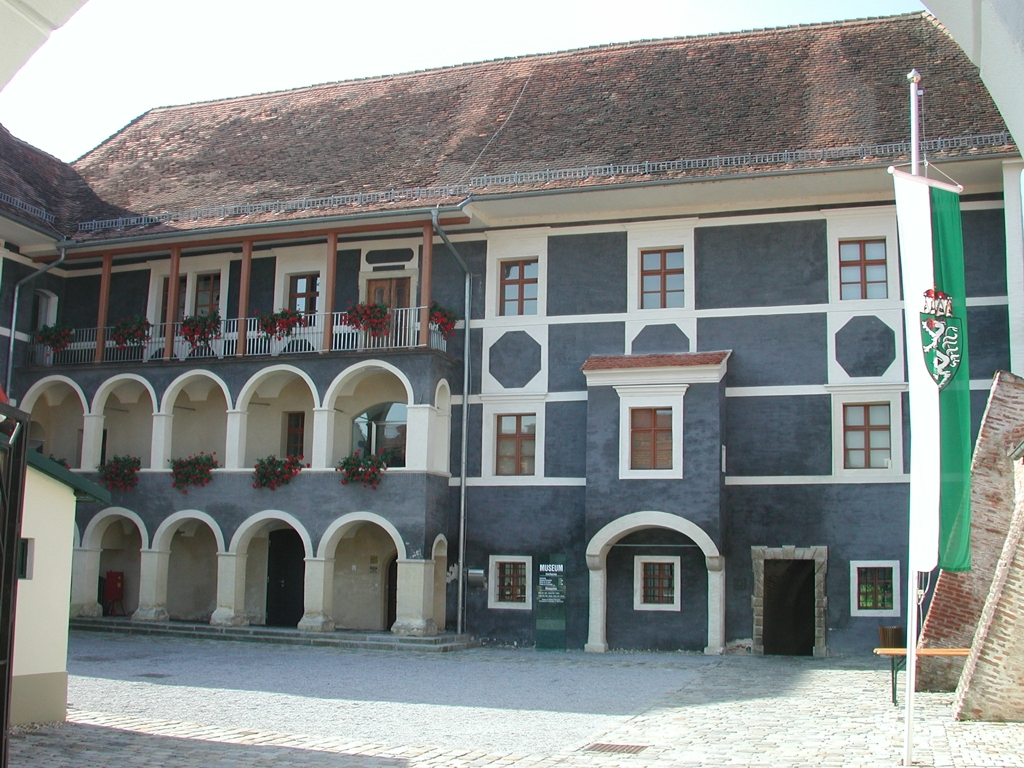
Pfeilburg (Tobaksmuseum).

Under femte koalitionskriget ockuperade franska trupper Fürstenfeld 1809. Mellan 1815 och 1848 upplevde staden en ekonomisk uppsving. Antalet invånare närmast fördubblades från 1600 till 3000. Den största arbetsgivaren var tobaksfabriken som sysselsatte hälften av befolkningen. Tobaksfabriken som grundades 1776 lades ner så sent som 2005.
Tillväxten under andra hälften av 1800-talet var mycket beskedligare. Staden växte från ca 3 500 till ca 4 000 invånare (1900).
Mot slutet av andra världskriget var Fürstenfeld indragen i stridshandlingar. Genom artilleribeskjutning – även från egna trupper – förstördes många byggnader. Staden intogs av sovjetiska trupper den 15 april 1945.

## Kommunen
Kommunen har 8 902 invånare (2024) och består av fem orter (Ortschaften) (inom parentes invånarantal 1 januari 2024):
- Altenmarkt bei Fürstenfeld (602)
- Ebersdorf (43)
- Fürstenfeld (6 670)
- Hartl bei Fürstenfeld (221)
- Rittschein (165)
- Speltenbach (150)
- Stadtbergen (332)
- Übersbach (719)

Kommunen fick sin nuvarande form den 1 januari 2015 genom en sammanslagning av kommunerna Fürstenfeld, Altenmarkt bei Fürstenfeld och Übersbach.

## Näringsliv
Fürstenfeld är serviceort för den omliggande regionen. Fürstenfeld har också blivit en viktig skolstad. 2006 öppnades en filial till högskolan Kodolanyi Janos Gesamthochschule.
I staden finns det olika mindre och medelstora industriföretag. Största arbetsgivare bland dem är företaget ACC Austria med 650 medarbetare. Även handelsföretaget DCM-DECOmetal har sitt huvudsäte i Fürstenfeld.
De senaste årtiondena har turism vunnit i betydelse. Framför allt de näraliggande kurorterna Bad Loipersdorf och Bad Blumau bidrar till denna utveckling.

## Kommunikationer
Fürstenfeld ligger vid riksvägen B 65, en viktig förbindelse till Ungern. En planerad motortrafikled (S 7) ska skapa en förbindelse mellan motorvägen A2 och den ungerska gränsen.